# الانتخابات الفيدرالية الألمانية 2005
أقيمت الانتخابات الفيدرالية في ألمانيا في 18 سبتمبر 2005 لانتخاب أعضاء البوندستاغ السادس عشر. تمت الدعوة إلى إجراء انتخابات مبكرة بعد هزيمة الحكومة في انتخابات شمال الراين-وستفاليا، مما تسبب في خسارتها عمدًا في اقتراح الثقة لتحفيز إجراء انتخابات فيدرالية مبكرة. كانت الحكومة المنتهية ولايتها عبارة عن ائتلاف بين الحزب الديمقراطي الاجتماعي الألماني (SPD) من يسار الوسط وتحالف 90/الخضر، بقيادة المستشار غيرهارد شرودر. كان من المقرر أصلاً إجراء الانتخابات في خريف عام 2006.
بدأ حزب الاتحاد الديمقراطي المسيحي المعارض (CDU)، مع شقيقه حزب الاتحاد الاجتماعي المسيحي في بافاريا (CSU)، الحملة بتقدم قوي على الحزب الديمقراطي الاجتماعي في استطلاعات الرأي. وكان من المتوقع بشكل عام أن تعاني الحكومة من هزيمة ساحقة وأن يتم استبدالها بائتلاف من CDU/CSU والحزب الديمقراطي الحر بقيادة زعيمة الحزب الديمقراطي المسيحي أنغيلا ميركل والتي كان متوقعاً حينها أن تشغل منصب المستشار. ومع ذلك، خسر ائتلاف CDU/CSU في نهاية المطاف مجموعة من الأصوات مقارنة بنتائجه في عام 2002، حيث تراجع حجم كتله في البوندستاغ إلى 35%. بالمقابل عانى الحزب الاشتراكي الديمقراطي خسائر إلا أنه أنهى الانتخابات بفارق نقطة مئوية واحدة فقط خلف ائتلاف CDU/CSU، وحصل على 34%. أظهرت استطلاعات الرأي بوضوح أن أياً من تحالفي الحزب الاشتراكي الديمقراطي مع الخضر أو تحالف ائتلاف CDU/CSU مع الحزب الديمقراطي الحر لم يكن ليفوز بأغلبية المقاعد في البوندستاغ. واحتل الحزب الديمقراطي الحر المركز الثالث بنحو 10% من الأصوات، وهي أفضل نتيجة يحققها منذ عام 1990، في حين تكبد حزب الخضر خسائر صغيرة. كان العائق الرئيسي أمام الأغلبية البرلمانية هو حزب اليسار الجديد، بقيادة جريجور جيسي ورئيس الحزب الاشتراكي الديمقراطي السابق أوسكار لافونتين، والذي حصل على 8.7% من الأصوات و54 مقعدًا. رفض كل من ائتلاف CDU/CSU والحزب الاشتراكي الديمقراطي التعاون مع حزب اليسار.
أعلن كل من شرودر وميركل النصر، لكن تشكيل الحكومة الجديدة تطلب مفاوضات دقيقة، حيث لا يمكن لأي ترتيب تقليدي أن يحقق الأغلبية. سعى ائتلاف CDU/CSU إلى إجراء محادثات مع حزب الخضر، لكنه لم يتمكن من إيجاد أرضية مشتركة. وفي نهاية المطاف بدأت المناقشات لتشكيل ائتلاف كبير بين ائتلاف CDU/CSU والحزب الاشتراكي الديمقراطي. في 10 أكتوبر 2005، أشار مسؤولون من كلا الحزبين إلى أن المفاوضات انتهت بنجاح وأنهم سيشكلون حكومة ائتلافية بقيادة أنغيلا ميركل كمستشارة. انعقد البرلمان الألماني في 22 نوفمبر 2005 وتم انتخاب ميركل لمنصب المستشار بأغلبية 397 صوتًا.